# Алювіальні розсипи

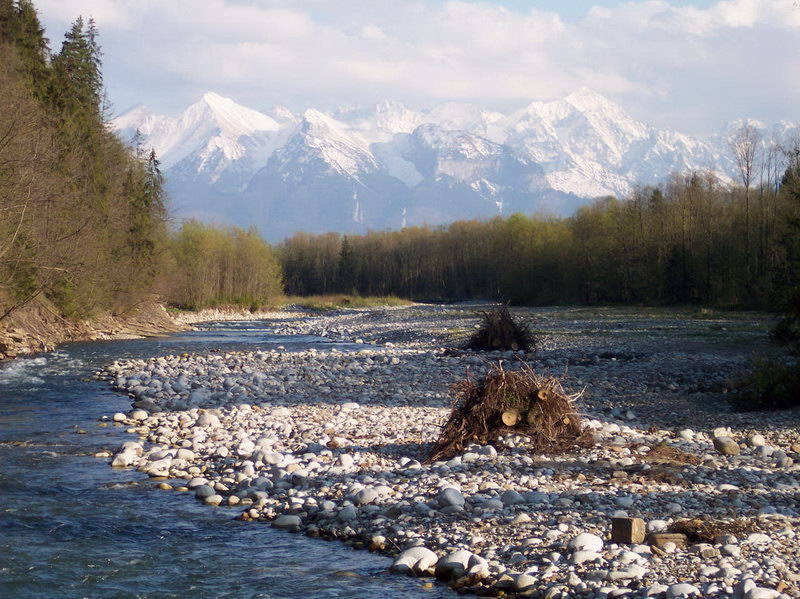
Алювій у долині гірської річки.

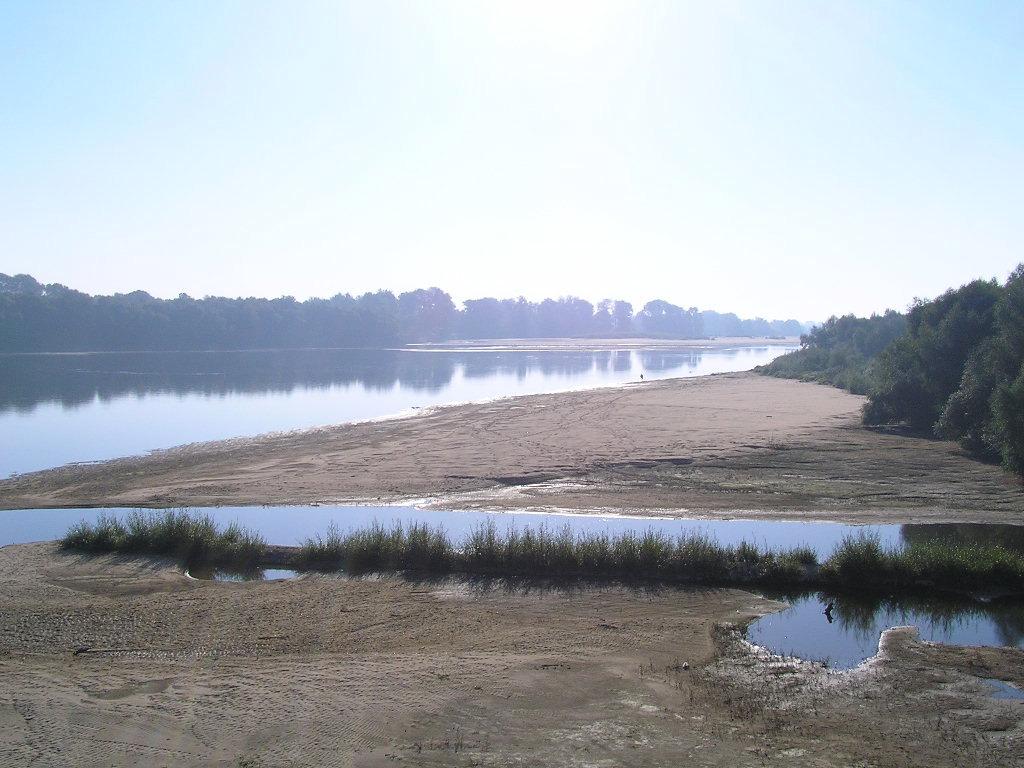
Алювій у долині Вісли.

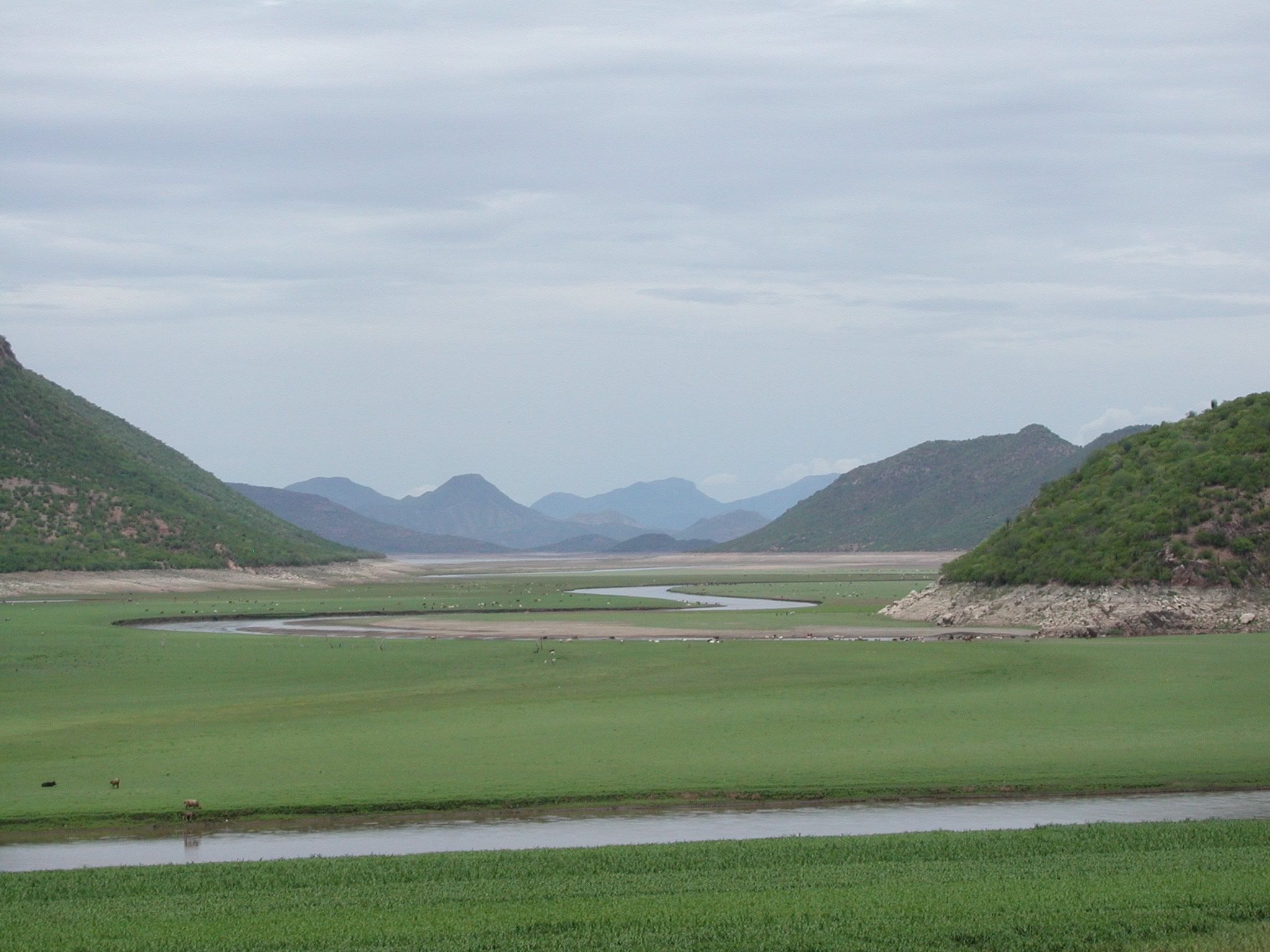
Плоске дно долини, заповнене алювієм.

Алювіальні розсипи — скупчення зерен корисних копалин в уламкових відкладах руслової фації алювію. 

## Загальний опис
Виникає внаслідок руйнування і розмиву гірських порід корінних родовищ та проміжних колекторів. Більшість алювіальних розсипів мономінеральні (наприклад, алювіальні розсипи золота, платини, олова, алмазів), але часто зустрічаються полімінеральні (наприклад, золото-платинові, олово-вольфрамові, титано-цирконієві, тантало-ніобієві). Поширені в основному в гірських районах і формуються у зв'язку з ерозійними циклами в фазі поглиблення (глибинна ерозія) і розширення (бічна ерозія) долини. Фізичні властивості корисних мінералів (густина, твердість, розмір зерен) визначають основні відмінності в будові алювіальних розсипів. Корисні мінерали найбільшої густини (1,5-2,1 • 104 кг/м3) — осмистий іридій, залізиста платина, золото — концентруються в припідошвовій частині алювію, іноді проникаючи по тріщинах в пліт на глибину до 1-1,5 м, і утворюють розсипи товщиною від десятків сантиметрів до декількох метрів, що перекриваються більшими за товщиною непродуктивними відкладами. Мінерали середньої густини (6-8 • 103 кг/м3) — каситерит, вольфраміт, колумбіт, танталіт утворюють розсипи товщиною декілька метрів, які належать до нижньої половини руслового алювію. Мінерали малої густини (3,5-5•103 кг/м3) — ільменіт, циркон, монацит, алмаз та інші коштовні і виробні камені — розподіляються по всьому русловому алювію, утворюючи розсипи потужністю 10-12 м та більше. Алювіальні розсипи мають різноманітний зернистий склад корисних мінералів. Великі зерна мінералів будь-якої густини, а також дрібні частки високої густини осідають в основі руслового алювію; дрібні зерна (іноді навіть мінералів високої густини) розподіляються у верхніх шарах алювію, нарощуючи товщину алювіальних розсипів, приурочених до плоту. Гранулометричний склад алювіального розсипу коливається від грубоуламкового до піщаного (дрібні валуни 5-10 %, галька 30-80 %, гравій 10- 40 %, пісок 10-30 %, мул 5 −10 %, глина 1-5 %). Згідно з геоморфологічними умовами, що залежать від неотектонічних рухів, виділяють алювіальні розсипи, що розміщуються на різноманітних висотних рівнях: в межах підняття — водороздільні, терасові, долинні, руслові, косові; у западинах — захоронені терасові і долинні; в акумулятивній товщі на псевдоплотах — висячі. У межах підняття переважають неглибоко залеглі розсипи (глибиною до 15 м), у западинах — глибоко залеглі (глибиною 20-300 м, частіше до 100 м); висячі розсипи залягають неглибоко. Первинне залягання може бути порушене подальшими епігенетичними геологічними процесами: плікативними і диз'юнктивними тектонічними деформаціями, річковою і морською ерозією, екзарацією льодовиків.
У долинах сучасних річок знаходяться алювіальні розсипи в основному четвертинної (антропогенної) доби, в долинах древніх річок — неогенові, палеогенові і мезозойські. Відомі й древніші розсипи — до протерозойської доби включно. Серед різних типів розсипних родовищ алювіальні розсипи відіграють провідну роль при видобуванні золота, платини, олова, вольфраму, підлеглу — при видобуванні коштовних і виробних каменів, незначну — при видобуванні титану і цирконію, танталу і ніобію. Найбільш відомі золотоносні розсипи Колими та Чукотки, Аляски, Каліфорнії, алмазні алювіальні розсипи в ПАР.